# Pseudolimnophila (Calolimnophila) alboapicata
Pseudolimnophila (Calolimnophila) alboapicata is een tweevleugelige uit de familie van de steltmuggen (Limoniidae). De soort komt voor in het Afrotropisch gebied.